# Virola multiflora
Virola multiflora là một loài thực vật có hoa trong họ Myristicaceae. Loài này được (Standl.) A.C. Sm. miêu tả khoa học đầu tiên năm 1938.